# John F. Kennedy Space Center
Il John F. Kennedy Space Center (KSC originariamente noto come NASA Launch Operations Center) è la struttura per il lancio di veicoli spaziali (spazioporto) della NASA e si trova a Cape Canaveral sull'isola Merritt in Florida, USA. Cape Canaveral si chiamò, dal 1963 al 1973, Cape Kennedy, nome con il quale è indicato nella storia del Programma Apollo, ovvero il programma spaziale che portò allo sbarco dei primi uomini sulla Luna.
È situato a metà strada tra Miami e Jacksonville. Lunga 55 km e larga mediamente 10, copre in tutto un'area di 567 km². Nel complesso lavorano circa 17 000 persone. C'è un centro visitatori e molti tour turistici, infatti il KSC è la maggiore destinazione turistica della Florida. Siccome buona parte del KSC non presenta costruzioni, ospita un'importante riserva faunistica.
Il KSC è uno dei dieci centri operativi della NASA. Dal dicembre 1968, il KSC è stato il principale centro di lancio del volo spaziale umano della NASA. Le operazioni di lancio per i programmi Apollo, Skylab e Space Shuttle sono state effettuate dal Kennedy Space Center Launch Complex 39 e gestite dal KSC. Situato sulla costa orientale della Florida, KSC è adiacente a Cape Canaveral Space Force Station (CCSFS). La direzione delle due entità lavora a stretto contatto, condivide le risorse e gestisce le strutture l'una sulla proprietà dell'altra.
Le operazioni vengono costantemente controllate dal "Launch Complex 39" (complesso di lancio 39), nel "Vehicle Assembly Building" (edificio di assemblaggio dei veicoli). A 6 km a est dal palazzo, ci sono le due rampe di lancio. Mentre il centro amministrativo e le strutture di supporto si trovano a 8 km a sud, nell'area industriale del KSC.
Solo le operazioni di lancio del KSC si effettuano al Launch Complex 39. Tutte le altre operazioni vengono invece effettuate al "Cape Canaveral Air Force Station" (CCAFS), gestita dall'Aeronautica statunitense.

## Storia
L'area occupata del centro è utilizzata dal governo fin dal 1949 quando il presidente Harry Truman istituì a Cape Canaveral un sito per i test sui missili a lungo raggio. La posizione era ideale perché vicina all'Oceano Atlantico (i test erano diretti in mare) e perché era una delle zone degli USA più vicine all'equatore, in modo da poter sfruttare al meglio la spinta dovuta alla rotazione terrestre.

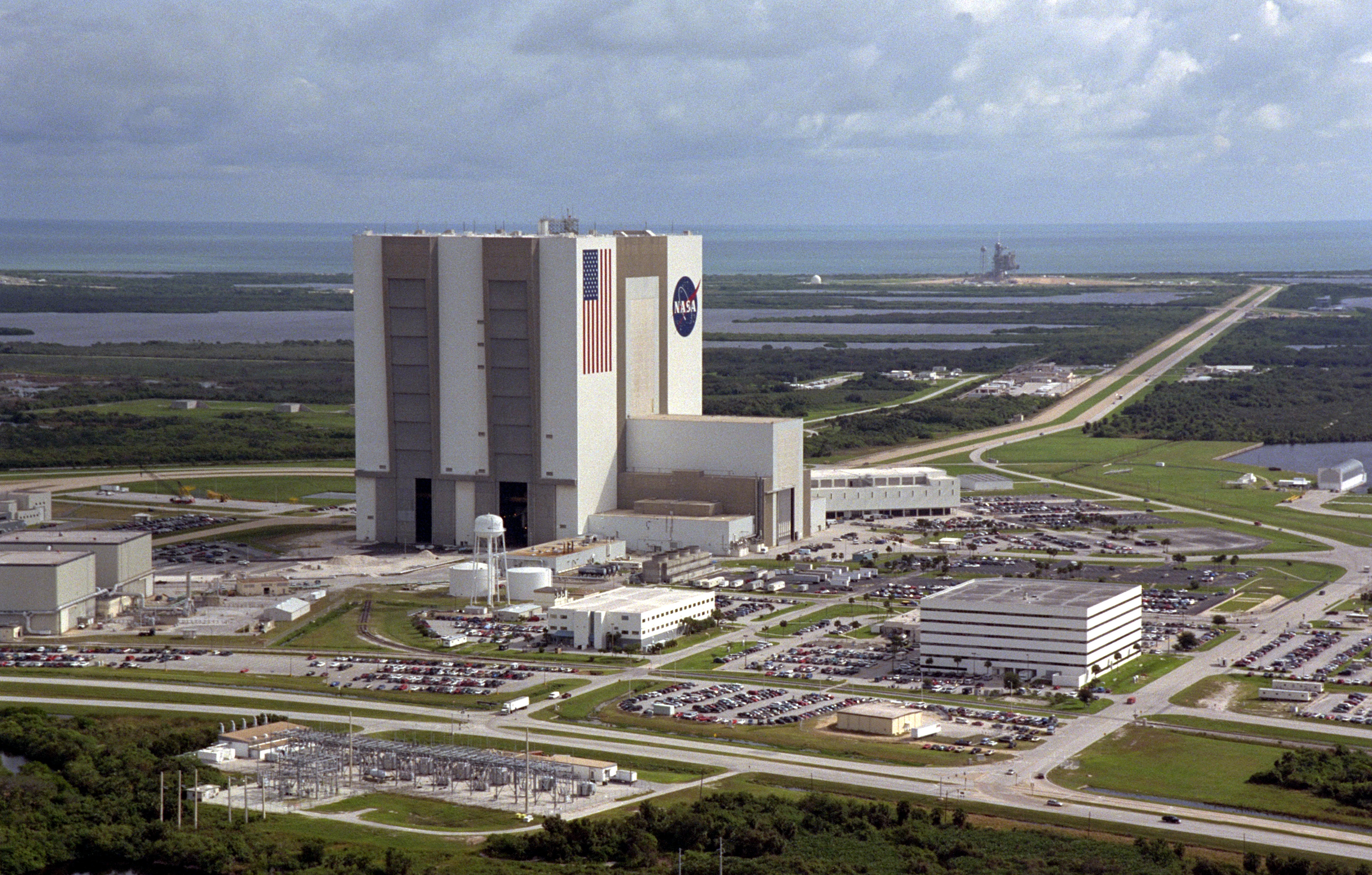
Veduta aerea del Launch Complex 39. In primo piano il VAB, in fondo a destra la rampa 39A, subito sopra il VAB si nota appena la rampa 39B. Fonte:NASA

Nel 1951 l'Aeronautica degli Stati Uniti vi stabilì la "Air Force Missile Test Center". Il primo razzo sub-orbitale fu lanciato da Cape Canaveral nel 1957. Dopo il lancio dello Sputnik 1 da parte dell'Unione Sovietica, venne effettuato qui il primo tentativo statunitense di mettere in orbita un satellite artificiale, era il 6 dicembre 1957. Quando nel 1958 venne costituita la NASA, il sito venne trasformato in un centro di lancio principale. Molti dei razzi e dei missili costruiti sono stati testati qui: PGM-11 Redstone, PGM-19 Jupiter, Jupiter-C, MGM-31 Pershing, UGM-27 Polaris, PGM-17 Thor, CGM-16/HGM-16 Atlas, LGM-25 Titan I e LGM-30 Minuteman.
L'annuncio dell'inizio del programma lunare fece ampliare il centro da Cape Canaveral fino all'isola Merritt. La NASA incominciò le acquisizioni del terreno nel 1962, prendendo possesso di 340 km² e negoziando con lo stato della Florida acquisti per altri 226 km². Nel giugno 1962, il centro fu rinominato in "Launch Operations Center", ma immediatamente dopo l'assassinio di John F. Kennedy avvenuto il 22 novembre 1963, fu a lui dedicato, diventando il "John F. Kennedy Space Center". Anche Cape Canaveral fu rinominato in Cape Kennedy, ma l'idea non piacque alla popolazione locale, così riprese il nome di Cape Canaveral nel 1973.
Il programma lunare previde tre livelli: Mercury, Gemini e Apollo. L'obiettivo del Mercury fu quello di entrare in orbita e riportare sulla Terra degli esseri umani. Il programma cominciò nell'ottobre del '57, utilizzando l'Atlas ICBM per trasportare la capsula Mercury, anche se i primi test furono eseguiti con razzi Redstone (ad esempio per il volo di 15 minuti del primo statunitense nello spazio, Alan Shepard il 5 maggio 1961). Il primo essere umano trasportato dall'Atlas fu John Glenn il 20 febbraio 1962.

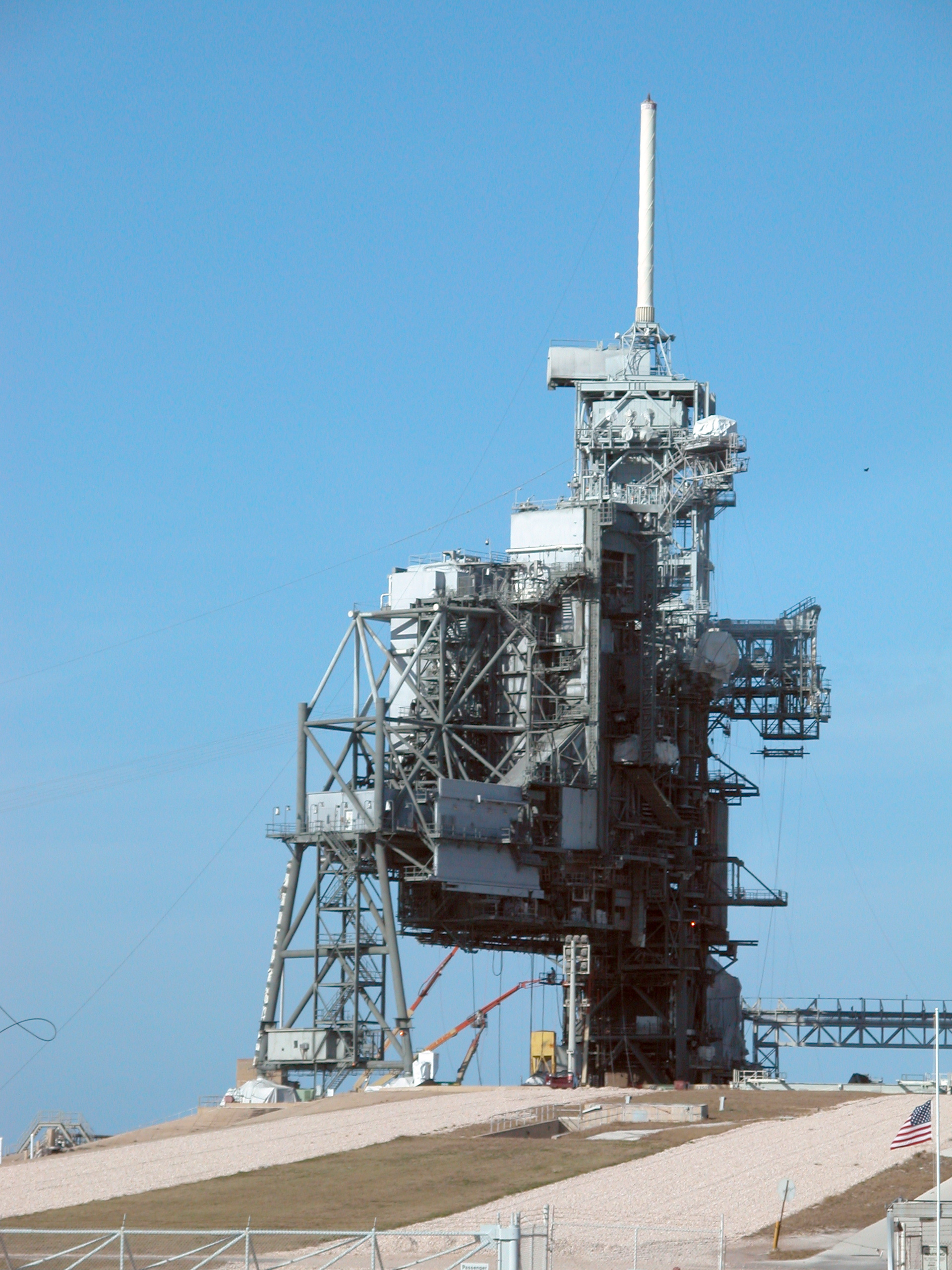
La rampa di lancio 39B (identica in tutto e per tutto alla 39A). Il suo aspetto è stato modificato dai tempi del Progetto Apollo, per permettere il lancio degli Shuttle.

L'esperienza ottenuta grazie al Programma Mercury portò alla concezione di una capsula più complessa e in grado di trasportare due esseri umani, la Gemini, lanciata dai Titan II ICBM. Il primo volo umano fu effettuato il 23 marzo 1965 con a bordo John Young e Virgil Grissom. Con Gemini 4 si registrò la prima attività extra-veicolare (EVA), eseguita da Edward H. White. Dal KSC furono lanciate 12 navicelle Gemini.
Il Programma Apollo ebbe un nuovo razzo vettore: il multistadio Saturn V (alto 111 m e con un diametro di 10 m). Fu costruito dalla Boeing (primo stadio), dalla North American Aviation (secondo stadio e motori) e dalla Douglas Aircraft (terzo stadio). La Grumman Aircraft Engineering costruì il Modulo Lunare e, in collaborazione con la North American Aviation, costruì anche il Modulo di Servizio e Comando.
Al KSC fu costruito un nuovo centro di lancio per il Saturn V: il Launch Complex 39, costato 800 milioni di dollari. Esso include un hangar per 4 Saturn V, il Vehicle Assembly Building (VAB, con un volume di 3,68 milioni di m³); un sistema di trasporto dall'hangar alla rampa di lancio in grado di trasportare ben 5.440 tonnellate; una struttura di servizio mobile di 136 m e un centro di controllo. La costruzione ebbe inizio nel novembre del 1962 e venne completata nel 1966. Dal 1967 al 1973, furono lanciati dal Complex 39 ben 13 Saturn V.
Prima dei lanci del Saturn V, ci fu una serie di test con i più piccoli Saturn I e i Saturn IB dal Complex 34, sempre nel complesso di Cape Canaveral. Fu proprio nel Complex 34 che i tre astronauti dell'equipaggio dell'Apollo-Saturn 204 (poi rinominato Apollo 1) perirono in un incendio il 27 gennaio 1967.

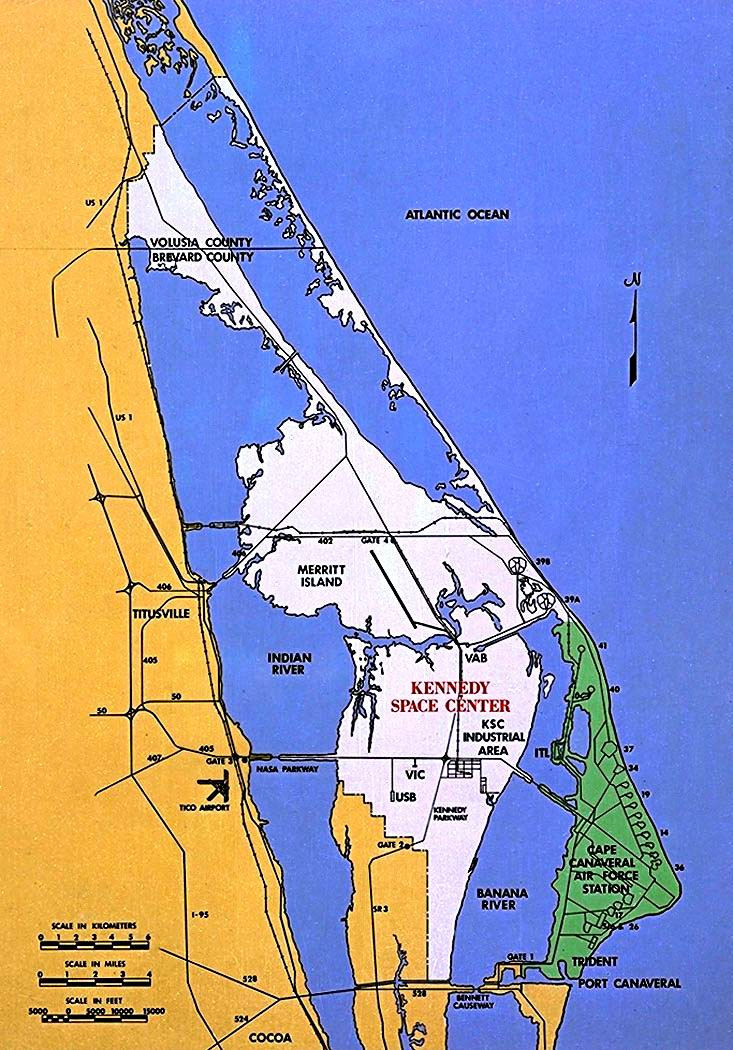
Pianta del Kennedy Space Center.

Il primo test di lancio del Saturn V (missione Apollo-Saturn 501, nota come Apollo 4) fu effettuato dopo ritardi il 9 novembre 1967. Il primo lancio di un Saturn V con a bordo un equipaggio fu l'Apollo 8, il 21 dicembre 1968. La missione Apollo 11 fu lanciata il 16 luglio 1969 e portò per la prima volta un uomo sulla Luna. Il Programma Apollo continuò sempre al KSC, fino alla conclusione anticipata con la missione Apollo 17 nel 1972.
L'Aeronautica statunitense decise di espandere il proprio programma di razzi Titan costruendo i Launch Complex 40 e 41, per lanciare i Titan III e IV, al CCAFS, poco a sud del Kennedy Space Center. Un razzo Titan III ha quasi la stessa capacità di carico di un Saturn IB, ma costa molto meno. Dai complessi di lancio 40 e 41 furono lanciate molte missioni per la Difesa, satelliti meteorologici, satelliti per comunicazioni e alcune sonde planetarie della NASA. L'Aeronautica progettò anche due missioni spaziali con equipaggio umano (la Dyna-Soar) che si sarebbero dovute lanciare dai Complex 40 e 41. La missione fu però cancellata nel 1963.
Anche lo sviluppo dei razzi Expendable Launch Vehicle (ELV) avvenne al KSC, infatti, prima dell'Apollo, un Atlas lanciato dal Complex 36, portò in orbita il Surveyor, il primo lander statunitense che abbia effettuato un atterraggio dolce sulla Luna, il 30 maggio 1966. Ben cinque Surveyor su sette raggiunsero con successo la Luna. Tra il 1974 e il 1977, il Titan divenne il razzo utilizzato dalla NASA per la messa in orbita dei Viking e dei Voyager, lanciandoli dal Complex 41, prestato alla NASA dall'Aeronautica. Per il programma Skylab, che portò in orbita la prima base spaziale orbitante americana, fu usato un Saturn V (Missione Skylab 1) e per tre volte il Saturn 1B (per i 3 equipaggi che andarono ad abitare la stazione orbitante), tra il 1970 e il 1973.

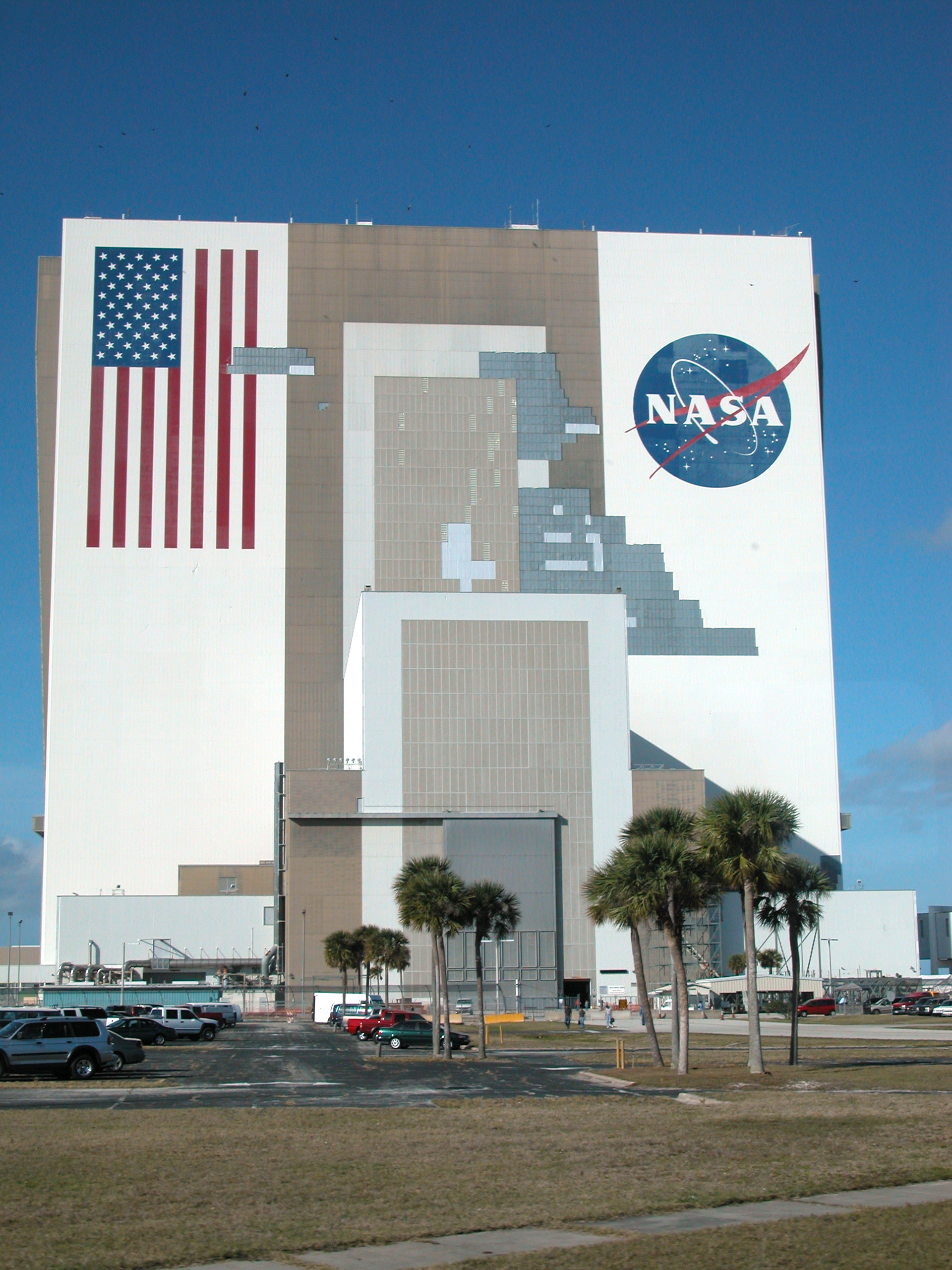
Il VAB con gli evidenti danni riportati al passaggio dell'uragano Frances.

Il KSC è inoltre il luogo da cui venivano lanciati gli Space Shuttle, per i quali fu riciclato il Complex 39 utilizzato dagli Apollo e in cui atterrano, grazie alla costruzione di una pista di 4,6 km detta Shuttle Landing Facility. Il primo lancio fu del Columbia il 12 aprile 1981. Fino al settembre 1988 furono effettuati 25 voli, con una pausa dal 28 gennaio 1986 al 29 settembre 1988, dovuta al disastro del Challenger.
Nel settembre 2004, una parte del KSC fu danneggiata dall'uragano Frances. Il Vehicle Assembly Building perse circa 1.000 pannelli esterni delle dimensioni di 1,2 × 3 m. Questo portò all'esposizione agli elementi di un'area di circa 3.700 metri quadrati, localizzata nel settore sud-orientale del VAB. Anche le strutture per la manutenzione dello Space Shuttle sono state danneggiate. A seguito del disastro del Columbia avvenuto il 1º febbraio 2003, gli Space Shuttle sono rimasti a riposo per una ristrutturazione fino alla missione STS-114 del 26 luglio 2005.

## Posizione
Il KSC è situato su Merritt Island, in Florida, il centro si trova a nord-nordovest di Cape Canaveral sull'Oceano Atlantico, a metà strada tra Miami e Jacksonville sulla Space Coast della Florida, a est di Orlando. È lungo 34 miglia (55 km) e largo circa 9,7 km, coprendo 219 miglia quadre (570 km²). KSC è una delle principali destinazioni turistiche della Florida centrale e si trova a circa un'ora di auto dalla zona di Orlando. Il Kennedy Space Center Visitor Complex offre tour pubblici del centro e della Cape Canaveral Space Force Station.
Poiché gran parte dell'installazione è un'area riservata e solo il 9% del terreno è sviluppato, il sito funge anche da importante santuario della fauna selvatica; Mosquito Lagoon, Indian River, Merritt Island National Wildlife Refuge e Canaveral National Seashore sono altre caratteristiche della zona. I lavoratori del centro possono incontrare aquile calve, alligatori americani, cinghiali, serpenti a sonagli, diamondback orientale, la pantera della Florida e lamantini della Florida.

## Programmi storici

### Programma Apollo
Dal 1967 al 1973, dal KSC decollarono 13 Saturn V facenti parte del Programma Apollo. Il primo volo fu l'Apollo 4 il quale decollò il 9 novembre 1967, seguito dall'Apollo 5 che decollò il 22 gennaio del 1968, entrambe le missioni si svolsero senza equipaggio. L'Apollo 4 fu il primo razzo in assoluto che decollò dal KSC.
Il primo lancio con equipaggio dal KSC avvenne il 21 dicembre 1968 con la missione Apollo 8, la quale fu la prima missione con a bordo degli uomini a lasciare l'orbita della Terra, a raggiungere la Luna, ad orbitare intorno ad essa. Le successive due missioni testarono il modulo lunare: Apollo 9 (orbita terrestre) e Apollo 10 (orbita lunare). Il 16 luglio 1969 dal Pad A decollò l'Apollo 11 che portò i primi Uomini sulla Luna, il 20 luglio 1969 alle 20:17:40 UTC, il 19 novembre 1969 seguì Apollo 12. Il programma Apollo si concluse al KSC con il lancio delle missioni Apollo 13, Apollo 14, Apollo 15, Apollo 16 e Apollo 17.

### Skylab
Già durante la fase di preparazione del programma Apollo la NASA iniziò a programmare il futuro dei voli e dell'esplorazione spaziale. A tal fine ad agosto del 1965 venne fondato il Saturn/Apollo Applications Office.

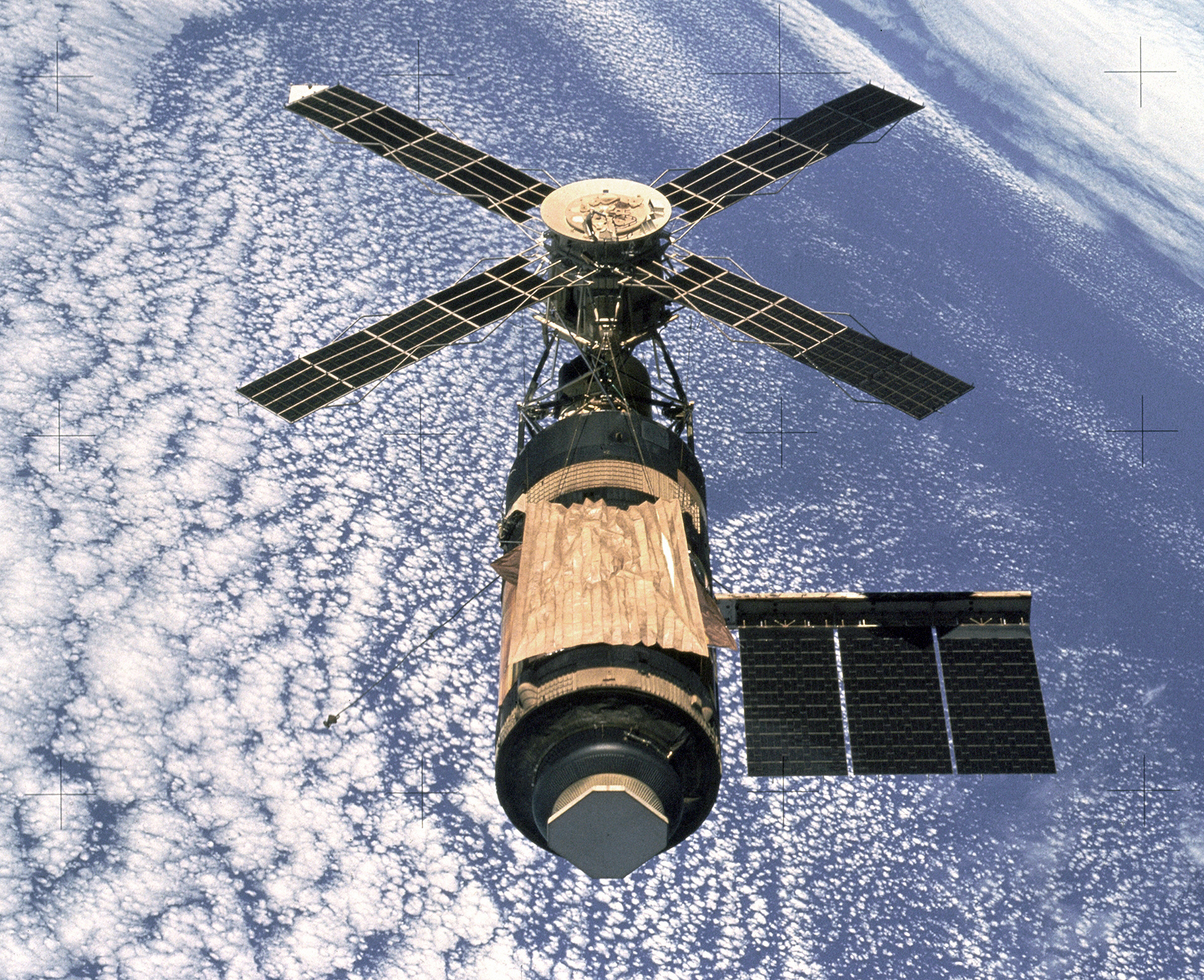
Stazione Spaziale Skylab in orbita terrestre come fotografato dal modulo di comando e servizio (CSM) dello Skylab 4 durante il volo finale dal CSM prima di tornare a casa.

Contrariamente al programma Apollo, che perseguiva un preciso obiettivo cioè portare l'uomo sulla Luna, i fini dell'Apollo Application Program furono poco definiti. Vennero avanzate più proposte, sempre con l'intento di usare come base razzi vettori del tipo Saturn con la capsula spaziale dell'Apollo. L'unico progetto ad essere effettivamente realizzato fu la stazione spaziale in orbita intorno alla Terra equipaggiata da tre astronauti. A partire da febbraio del 1970 venne ufficialmente introdotta la denominazione Skylab per questo progetto. Il laboratorio spaziale Skylab era composto principalmente dal secondo stadio di un razzo vettore del tipo Saturn IB (identico al terzo stadio di un razzo Saturn V), che venne attrezzato prima della partenza con provviste ed equipaggiamento.
In vista dell'ultimo lancio del Saturn V i pad 34 e 37 di Cape Kennedy utilizzati fino ad allora per il Saturn IB furono dismessi, quindi il pad 39-B fu modificato per ospitare il Saturn IB
Il 14 maggio 1973 dalla rampa di lancio 39-A di Cape Canaveral, decollò l'ultimo Saturn V il quale mise in orbita la stazione spaziale Skylab. Questa missione fu la prima in cui il conto alla rovescia per il lancio di due razzi del tipo Saturn venne preparato contemporaneamente. Una situazione analoga si era avuta nel dicembre del 1965 in occasione del lancio delle missioni Gemini 7 e Gemini 6 avvenuto in un breve lasso di tempo. Il giorno successivo dalla rampa di lancio 39-B di Cape Canaveral, decollò il primo equipaggio della Skylab, a bordo della capsula Apollo la quale era montata su un Saturn IB. Successivamente altri tre equipaggi presero parte al programma, tali missioni furono denominate ufficialmente Skylab 2, Skylab 3 e Skylab 4.
Il razzo vettore Saturn V Utilizzato per la missione Skylab 1 era leggermente più corto del razzo usato per le missioni verso la Luna, dato che non era dotato della torre con il sistema di salvataggio della capsula spaziale (LES) nonché dell'adattatore per l'aggancio del modulo lunare.

### Programma test Apollo-Sojuz
Il Programma test Apollo-Sojuz (ASTP) fu la prima collaborazione tra gli Stati Uniti d'America e l'Unione Sovietica nel settore dei voli nello spazio. Il 17 luglio 1975, una navicella spaziale del programma Apollo ed una capsula Sojuz si agganciarono nell'orbita intorno alla Terra, consentendo ai due equipaggi di potersi trasferire da una navicella spaziale verso l'altra.

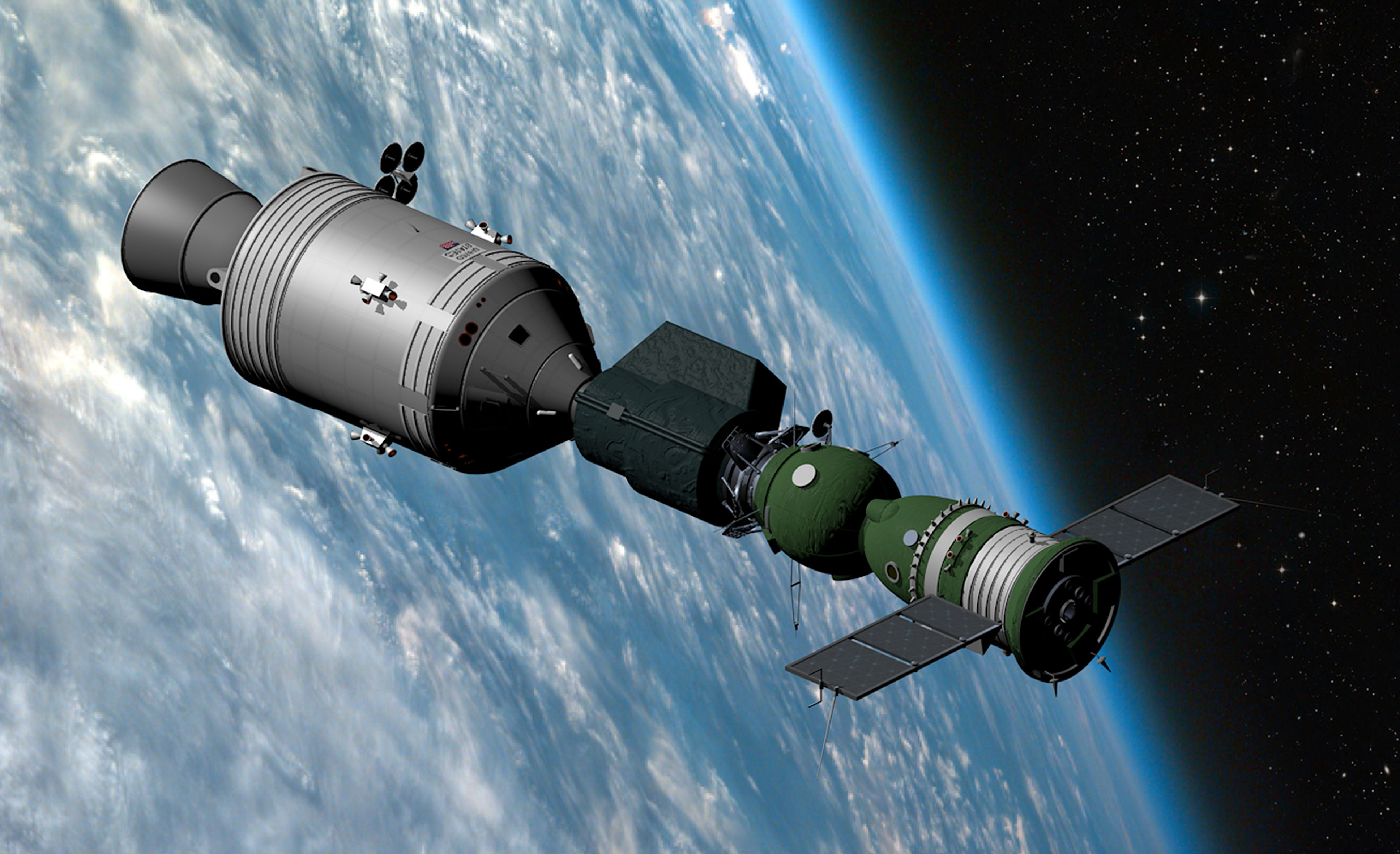
Rappresentazione delle navicelle Apollo e Soyuz attraccate fra loro

La navicella spaziale statunitense del tipo Apollo venne lanciata il 15 luglio 1975 intorno alle 19:20 circa, dalla rampa di lancio 39-B di Cape Canaveral, con a bordo dell'Apollo si trovavano il comandante Tom Stafford, affiancato dagli astronauti Vance Brand e Deke Slayton.
Siccome la navicella spaziale americana e quella sovietica a bordo avevano delle atmosfere diverse, Apollo e Sojuz non potevano agganciarsi direttamente. Per poterlo consentire la capsula dell'Apollo fu dotata di un apposito adattatore per l'aggancio, che non solo assunse tale funzione, bensì pure quella di canale dell'aria. Durante la fase di lancio, tale adattatore venne posizionato nell'ultimo stadio del razzo Saturn IB. In orbita intorno alla Terra, il modulo di comando dell'Apollo si agganciava a tale adattatore per estrarlo dall'apposito rivestimento. In pratica veniva eseguita l'identica manovra di estrazione del modulo lunare. Anche l'adattatore si trovava pertanto in punta alla capsula dell'Apollo.
La missione fu l'ultimo volo di una capsula Apollo e del razzo vettore Saturn IB. Per più di 40 anni, rimase l'ultima navicella spaziale americana con equipaggio ad ammarare appesa ad un apposito paracadute, fino alla missione SpaceX Crew Dragon Demo 2 la quale decollò 30 maggio 2020 19:22 UTC dalla rampa di lancio 39-A di Cape Canaveral, e effettuò lo splashdown il 2 agosto 2020 18:44 UTC.

### Space Shuttle
Durante la progettazione dello Space Shuttle, la NASA ha ricevuto proposte per la costruzione di siti di lancio e atterraggio alternativi in luoghi diversi dal KSC, che richiedevano studi. KSC aveva importanti vantaggi, comprese le sue strutture esistenti; posizione sull Intracoastal Waterway; e la sua latitudine meridionale, che offre un vantaggio in termini di velocità alle missioni lanciate in orbite quasi equatoriali orientali. Gli svantaggi includevano: la sua incapacità di lanciare in sicurezza missioni militari in orbita polare, dal momento che i booster esauriti sarebbero probabilmente caduti sulle Carolina o Cuba; corrosione dell'aria salmastra; e tempo nuvoloso o tempestoso frequente. Nonostante la costruzione di un nuovo sito a White Sands Missile Rangenel New Mexico fu presa seriamente in considerazione, la NASA annunciò la sua decisione nell'aprile 1972 di utilizzare KSC per lo Space Shuttle. Poiché lo Shuttle non poteva atterrare automaticamente o pilotato in remoto, il 12 aprile 1981 lo Space Shuttle Columbia decollò per la sua prima missione orbitale (STS-1), con l'equipaggio della NASA.
Nel 1976 la bandiera degli Stati Uniti è stata dipinta sul lato sud del Vehicle Assembly Building (VAB). Durante la fine degli anni 70, l'LC-39 fu riconfigurato per supportare lo Space Shuttle. Due strutture di elaborazione Orbiter furono costruite vicino al VAB come hangar con un terzo aggiunto negli anni 80.
Lo Shuttle Landing Facility (SLF) di 2,9 miglia (4,7 km) del KSC era il principale sito di atterraggio di fine missione degli orbitanti, sebbene il primo atterraggio del KSC non ebbe luogo fino al decimo volo, quando Challenger completò l'STS-41-B su 11 febbraio 1984; il sito di atterraggio principale fino ad allora era la base aerea di Edwards in California, successivamente utilizzato come sito di atterraggio di riserva. L'SLF ha fornito anche un'opzione di interruzione del ritorno al sito di lancio (RTLS), che non è stata utilizzata. L'SLF è tra le piste più lunghe del mondo.
Il Pad 39-A ospitò tutti i lanci dello Space Shuttle fino al 28 gennaio 1986, quando lo Space Shuttle Challenger sarebbe diventato il primo a decollare dal Pad 39-B durante la sfortunata missione STS-51-L, che si concluse con il disastro del Challenger e la morte dell'intero equipaggio della missione 73 secondi dopo l'inizio del volo.
Lo Shuttle Columbia decollò apparentemente senza problemi 16 gennaio 2003 15:39:00 UTC dal Pad 39-A. Nessuno si accorse che in realtà un frammento di rivestimento isolante si staccò dal serbatoio esterno e colpì l'ala dell'Orbiter. La mattina del 1º febbraio 2003 intorno alle ore 09:00 UTC, mentre il Columbia si trovava a un'altezza di 203 000 piedi (62 000 m) e procedeva a una velocità di 20000 km/h (Mach 18) sopra il Texas centrale, l'Orbiter si disintegrò causando la morte dell'intero equipaggio. Dopo la tragica scoperta venne istituita una commissione d'inchiesta. Essa concluse che il frammento di rivestimento isolante si staccò dal serbatoio esterno durante il decollo danneggiò il bordo di attacco dell'ala dell'Orbiter, causando il danneggiamento dello scudo termico. Il danno permise al flusso di gas surriscaldato presente durante il delicato rientro atmosferico di penetrare all'interno dello Shuttle disintegrandolo.
Fu la seconda volta che uno Space Shuttle veniva perso durante una missione. Come il disastro del Challenger, le indagini e le modifiche risultanti interruppero le operazioni di volo degli Shuttle al KSC per più di due anni fino al lancio dell'STS-114 il 26 luglio 2005.
Il programma Shuttle subì cinque spegnimenti del motore principale all'LC-39, tutti entro quattro secondi prima del lancio; e uno Abort to Orbit, alla issione STS-51-F il 29 luglio 1985. Le missioni dello shuttle durante quasi 30 anni di operazioni includevano il dispiegamento di satelliti e sonde interplanetarie, la conduzione di esperimenti di scienza e tecnologia spaziale, visite alla stazione spaziale russa MIR, costruzione e assistenza della Stazione spaziale internazionale, dispiegamento e assistenza del telescopio spaziale Hubble e funse da laboratorio spaziale. Lo Space Shuttle fu ritirato dal servizio nel luglio 2011 dopo 135 lanci.

### Veicoli di lancio soggetti a usura (ELV)
A partire dal 1958, la NASA e l'esercito lavorarono fianco a fianco su lanci di missioni robotiche (precedentemente indicati come senza equipaggio), cooperando mentre aprivano il campo. All'inizio degli anni '60, la NASA aveva fino a due lanci di missioni robotiche al mese. Il numero frequente di voli consentì una rapida evoluzione dei veicoli, poiché gli ingegneri ebbero modo di raccogliere dati di volo e imparare da anomalie, implementando miglioramenti e aggiornamenti. Nel 1963, con l'intento del lavoro sugli ELV del Kennedy Space Center (KSC) incentrato risorse sulle attrezzature e le strutture di supporto a terra, un'organizzazione Atlas / Centaur separata fu costituita sotto il Lewis Center della NASA (diventato poi Glenn Research Center (GRC)), assumendo tale responsabilità dal Launch Operations Center (noto in seguito come KSC).
Sebbene quasi tutte le missioni di robotica siano state lanciate dalla Cape Canaveral Space Force Station (CCSFS), il KSC "supervisionò l'assemblaggio finale e il collaudo dei razzi quando arrivarono al Capo". Nel 1965, la direzione delle operazioni di lancio senza pilota del KSC divenne responsabile di tutte le operazioni di lancio senza equipaggio della NASA, comprese quelle presso la base aerea di Vandenberg. Dagli anni 50 al 1978, il KSC scelse le strutture di elaborazione di razzi e carichi utili per tutte le missioni robotiche lanciate negli Stati Uniti, sovrintendendo all'elaborazione e al checkout in prossimità del lancio. Oltre alle missioni governative, il KSC svolse questo servizio anche per missioni commerciali e all'estero, sebbene enti governativi non statunitensi fornissero il rimborso. La NASA ha anche finanziato la manutenzione della piattaforma di lancio della Cape Canaveral Space Force Station e miglioramenti ai veicoli di lancio.
Tutto questo cambiò con il Commercial Space Launch Act del 1984, dopo di che la NASA coordinò solo i lanci ELV della National Oceanic and Atmospheric Administration (NOAA). Le aziende erano in grado di "utilizzare i propri veicoli di lancio" e utilizzare le strutture di lancio della NASA. Anche l'elaborazione del carico utile gestita da aziende private ha iniziato a verificarsi al di fuori dal KSC. La politica spaziale di Reagan del 1988 favorì lo spostamento di questo lavoro dal KSC alle società commerciali. Nello stesso anno, i complessi di lancio sulla Cape Canaveral Air Force Station iniziarono a trasferirsi dalla NASA alla direzione dell'Air Force Space Command.
Negli anni '90, sebbene KSC non eseguisse il lavoro ELV pratico, gli ingegneri mantenevano ancora una comprensione dei ELV e avevano contratti che consentivano loro di conoscere i veicoli in modo da poter fornire una supervisione informata. Il KSC lavorò anche alla ricerca e analisi degli ELV e gli appaltatori furono in grado di utilizzare il personale del KSC come risorsa per problemi tecnici. Il KSC, con le industrie del carico utile e dei veicoli di lancio, sviluppò progressi nell'automazione del lancio degli ELV e nelle operazioni di terra per consentire la competitività dei razzi statunitensi rispetto al mercato globale.
Nel 1998, il Launch Services Program (LSP) si unì al KSC, riunendo programmi (e personale) già esistenti al KSC, GRC, Goddard Space Flight Center e altri per gestire il lancio delle missioni robotiche della NASA e del NOAA. Cape Canaveral Space Force Station e VAFB furono i principali siti di lancio per le missioni LSP, anche se occasionalmente vennero utilizzati altri siti. I carichi utili LSP come il Mars Science Laboratory furono elaborati al KSC prima di essere trasferiti su una rampa di lancio sulla Cape Canaveral Space Force Station.

### Elaborazione della Stazione Spaziale
Quando iniziò la progettazione dei moduli della Stazione spaziale internazionale nei primi anni '90, KSC iniziò a lavorare con altri centri della NASA e partner internazionali per prepararsi all'elaborazione prima del lancio a bordo degli Space Shuttle. Il KSC utilizzò la sua esperienza pratica nell'elaborazione delle 22 missioni Spacelab nell'edificio Edificio per le operazioni e checkout per raccogliere le aspettative sull'elaborazione della ISS. Queste esperienze furono incorporate nel progetto della Space Station Processing Facility (SSPF), che iniziò la costruzione nel 1991. La Direzione della Stazione Spaziale fu costituita nel 1996. Il personale del KSC fu incorporato nelle fabbriche di moduli delle stazioni per approfondire i loro processi.
Dal 1997 al 2007, il KSC pianificò ed eseguì a terra test di integrazione e verifica dei moduli di stazione: tre sessioni di Multi-Element Integration Testing (MEIT) e l'Integration Systems Test (IST), grazie a questi test furono riscontrati e corretti numerosi problemi che sarebbero stati difficili o quasi impossibili da eseguire in orbita.
Nel ventunesimo secolo il Kennedy Space Center continua a elaborare i payload della ISS da tutto il mondo prima del lancio insieme allo sviluppo de i suoi esperimenti da eseguire in orbita. Il Lunar Gateway sarà prodotto ed elaborato presso la Space Station Processing Facility.

## Programmi e iniziative in corso
Di seguito sono riportati i programmi e le iniziative in corso presso il Kennedy Space Center:

### Programma per Equipaggi Commerciali
Il Commercial Crew Program (CCP) è un programma di volo spaziale con equipaggio operato dalla NASA, in associazione con le compagnie aerospaziali private Boeing e SpaceX. L'obiettivo del programma è quello di interrompere la dipendenza dal programma Soyuz, iniziata successivamente all'interruzione del programma Space Shuttle, per il lancio di equipaggi verso la Stazione spaziale internazionale, attraverso l'utilizzo delle capsule Strliner di Boeing e Dragon 2 di SpaceX.
La prima missione operativa nell'ambito del contratto Commercial Crew Program, avvenne il 16 novembre 2020 con il lancio di SpaceX Crew-1 effettuata con la capsula Crew Dragon Resilience, la quale trasportò l'equipaggio composto dagli astronauti della NASA: Mike Hopkins, Victor Glover, Shannon Walker, e dall'astronauta Giapponese Soichi Noguchi. Con questo volo la SpaceX divenne la prima compagnia privata ad essere certificata per il volo umano verso la Stazione spaziale internazionale.
La prima missione operativa di Boeing non è ancora avvenuta. Negli anni è stata rimandata di continuo a causa di problemi legati alla capsula stessa.

### Programma Exploration Ground Systems
L'Exploration Ground Systems (EGS) ha sede presso il Kennedy Space Center ed è stato istituito per sviluppare e far funzionare i sistemi e le strutture necessarie per processare e lanciare razzi e veicoli spaziali durante l'assemblaggio, il trasporto e il lancio. La missione di EGS è trasformare il centro da un complesso di lancio storicamente riservato al governo a uno spazioporto in grado di gestire diversi tipi di veicoli spaziali e razzi, sia governativi che commerciali.

#### Programma Space Launch System
Il nuovo Programma del Space Launch System richiederà delle modifiche alle strutture del Kennedy Space Center, utilizzate in passato per il Programma Space Shuttle. In particolare:
- La piattaforma di lancio 39B verranno smantellate e saranno costruite due nuove torri su una nuova piattaforma di lancio mobile adatte a ospitare il Space Launch System, molto simili a quelle già viste durante il programma Apollo.
- Il Vehicle Assembly Building manterrà il suo ruolo, essendo l'unica struttura esistente sufficientemente alta da contenere i razzi SLS.
- Le Mobile Launcher Platform saranno sostituite con nuove strutture mobili per poter gestire i razzi SLS. La NASA ha affidato alla Reynolds, Smith and Hills Inc. di progettare le nuove piattaforme.
- I Crawler-transporter non saranno sostituiti e continueranno il loro storico ruolo di trasportatori. Per i razzi SLS sarà tuttavia necessario una leggera modifica per aumentare la loro potenza.

#### Orion Multi-Purpose Crew Vehicle
L'Orion Multi-Purpose Crew Vehicle (MPCV) è un veicolo spaziale con equipaggio in fase di sviluppo da parte della NASA. Basato sul Crew Exploration Vehicle del programma Constellation, che sarebbe stato impiegato per il trasporto di astronauti in orbita lunare, secondo i piani della NASA (programma Artemis) sarà utilizzato in nuovi voli lunari con equipaggio, in vista di un futuro sbarco su Marte.
Il primo volo di collaudo di una capsula Orion, senza equipaggio, è avvenuto il 5 dicembre 2014; il veicolo è stato lanciato da Cape Canaveral con un razzo Delta IV Heavy e ha compiuto due orbite terrestri raggiungendo un'altitudine di 5700 km prima di ammarare nell'Oceano Pacifico, al largo della California.

#### Rifornimento ISS

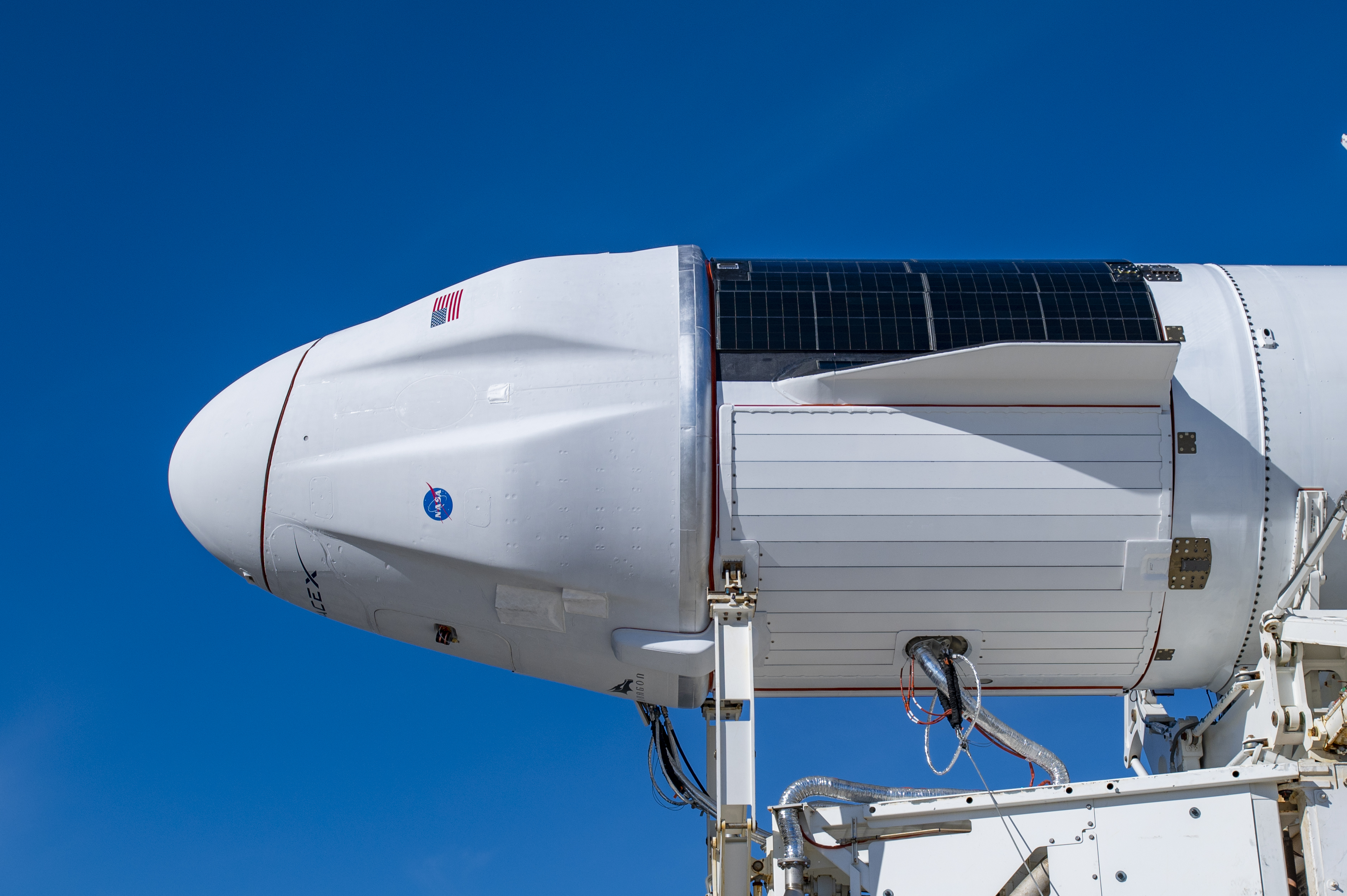
La navetta Cargo Dragon viene trasportata al pad di lancio 39A

Nel 2010 la NASA spese 500 milioni di dollari (meno di un singolo volo dello Space Shuttle) per il programma Commercial Orbital Transportation Services (COTS) con il quale finanziò una dimostrazione di trasporto spaziale da parte di compagnie private. A differenza degli altri progetti della NASA, le navicelle proposte appartengono e sono finanziate primariamente dalle stesse compagnie private; inoltre saranno usate sia da agenzie governative sia da clienti commerciali. Tale progettò portò allo sviluppo di due veicoli spaziali, Dragon della SpaceX e Cygnus della Orbital Sciences Corporation, e dei due relativi razzi vettore, Falcon 9 e Antares. Questi veicoli spaziali hanno iniziato i loro voli commerciali di rifornimento cargo nel 2012 (con la missione SpaceX CRS-1).
A seguito di questo programma, la NASA avviò il programma Commercial Resupply Services (CRS), le azienda vincitrici della Fase 1 del programma (CRS-1) furono la SpaceX e la Orbital Sciences Corporation (dal 2018 Northrop Grumman Innovation Systems). Queste missioni ebbero luogo tra ottobre 2012 e marzo 2020.
All'inizio del 2014 la NASA iniziò il processo di selezione per la Fase 2 del Commercial Resupply Services (CRS-2). Nel gennaio 2016 vennero assegnati i contratti CRS-2 per la Cygnus di Orbital ATK (dal 2018 Northrop Grumman Innovation Systems), Cargo Dream Chaser di Sierra Nevada Corporation e Cargo Dragon di SpaceX, per il trasporto merci sulla Stazione Spaziale Internazionale a partire dall'inizio 2019 fino al 2024.

#### Altri programmi
- Programma di servizi di lancio[14]
- Lancio didattico dei nanosatelliti (ELaNa)
- Ricerca e tecnologia
- Camp KSC: campi educativi per scolari in primavera e in estate, con focus su spazio, aviazione e robotica.

## Strutture
L'area industriale Kennedy Space Center (KSC), dove si trovano molte delle strutture di supporto del centro, si trova a 5 miglia (8,0 km) a sud del Complesso di Lancio 39 (LC-39). Include l'Edificio della Sede Centrale, l'Edificio per le operazioni e checkout e la Struttura di Strumentazione Centrale. Gli alloggi dell'equipaggio degli astronauti sono in O&C; prima che fosse completato, gli alloggi dell'equipaggio erano situati nell'Hangar S al Cape Canaveral Missile Test Annex (poi diventato Cape Canaveral Space Force Station). Situata come al KSC era la Stazione di Monitoraggio e Rete Dati (MILA) di Merritt Island Spaceflight, un importante complesso di comunicazioni radio e di localizzazione di veicoli spaziali.
Le strutture del Kennedy Space Center sono direttamente collegate alla sua missione di lanciare e recuperare missioni. Sono disponibili strutture per preparare e mantenere veicoli spaziali e carichi utili per il volo. L'edificio del quartier generale (HQ) ospita gli uffici del Direttore del Centro, la biblioteca, gli archivi fotografici e cinematografici, una tipografia e la sicurezza. La biblioteca contiene oltre quattro milioni di articoli relativi alla storia e al lavoro di Kennedy. Essendo una delle dieci biblioteche del centro della NASA nel paese, la loro collezione si concentra su ingegneria, scienza e tecnologia. Gli archivi contengono documenti di pianificazione, bobine di film e fotografie originali che coprono la storia di KSC. La biblioteca non è aperta al pubblico, ma è disponibile per i dipendenti KSC, Space Force e Navy che lavorano in loco. Molti degli elementi multimediali della collezione sono digitalizzati e disponibili tramite la KSC Media Gallery Archiviato il 6 dicembre 2020 in Internet Archive. della NASA o attraverso la loro galleria Flickr più aggiornata.
Un nuovo edificio della sede centrale è in costruzione come parte del consolidamento del campus centrale e la prima fase dovrebbe essere completata nel 2017.
Il centro gestiva la propria linea ferroviaria a corto raggio di 27 miglia (43 km). Questa operazione è stata interrotta nel 2015, con la vendita delle sue ultime due locomotive. Un terzo era già stato donato a un museo. La manutenzione della linea costava 1,3 milioni di dollari all'anno.

### Elaborazione del Carico Utile

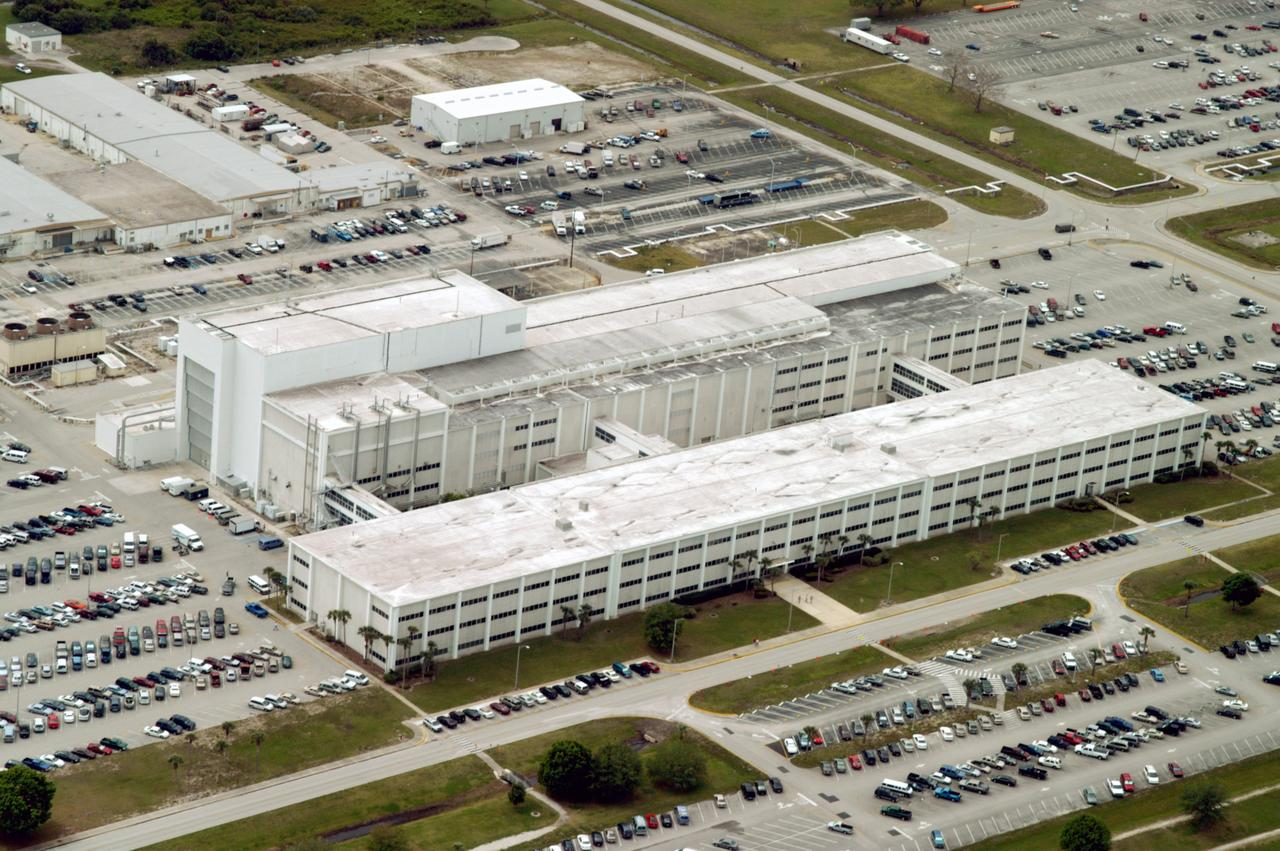
KSC Operations and Checkout Building

L'Operations and Checkout Building (O&C) (precedentemente noto come Manned Spacecraft Operations Building) è un sito storico nel registro nazionale dei luoghi storici degli Stati Uniti risalente agli anni '60 ed è stato utilizzato per ricevere, elaborare e integrare i carichi utili per i programmi Gemini, Apollo, negli anni '70 per il programma Skylab e negli anni '90 per i segmenti iniziali della Stazione spaziale internazionale. Gli astronauti dell'Apollo e dello Space Shuttle da questo edificio gli astronauti si imbarcavano sull'Astrovan per essere trasportati al Complesso di Lancio 39, dove si imbarcavano sulle navette.
Con il pensionamento degli Space Shuttle, quest'edificio non è più stato utilizzato dagli astronauti fino al 2020, quando entrò in servizio la navetta Crew Dragon della SpaceX. Gli astronauti all'uscita del edificio, invece di imbarcarsi sull'Astrovan come in passato, si imbarcano sulle Tesla Model X appositamente modificate per tale scopo, le quali conduce gli astronauti al PAD 39A il quale è assegnato alla SpaceX.

### Complesso di Lancio 39

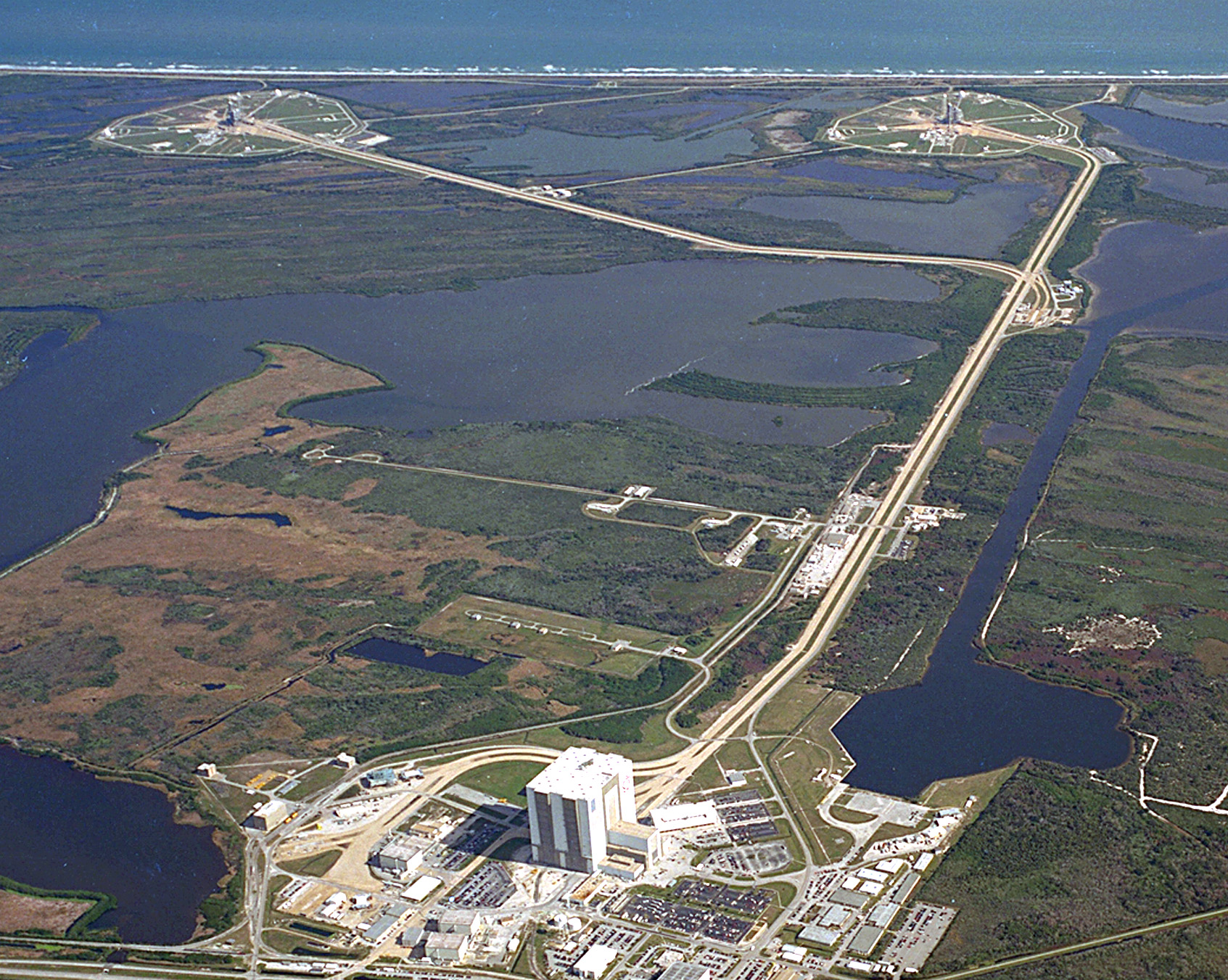
Foto aerea del Complesso di Lancio 39. In basso il VAB in alto i pad 39A e 39B

Il Launch Complex 39 (LC-39) è situato su Merrit Island, sulla costa orientale della Florida, ed è costituita da tre piattaforme di lancio (39A, 39B e 39C). Il complesso, inizialmente costruito per il Saturn V, il più grande e potente veicolo di lancio operativo della storia, per il programma Apollo (1961 - 1972), Skylab (1973), l'Apollo-Soyuz Test Project (1975) e il programma Space Shuttle (1981-2011). Fu in seguito utilizzato per gli Space Shuttle. Dal 2019, l'unica piazzola operativa è la 39A, dalla quale sono lanciati i Falcon Heavy e i Falcon 9 di SpaceX. La 39B, inizialmente riadattata nel 2007 per ospitare i lanciatori del programma Constellation, in seguito è stata modificata per il sistema di lancio pesante SLS del programma Artemis. La terza piazzola 39C, più piccola, è stata costruita nel 2015 per vettori orbitali di piccole dimensioni.
I lanci della NASA dai pad 39A e 39B sono stati supervisionati dal NASA Launch Control Center (LCC), situato a 4,8 km dalle piattaforme di lancio. LC-39 è uno dei numerosi siti di lancio che condividono i servizi di rilevamento e radar dell'Eastern Test Range.
Il complesso comprende:
- Il Vehicle Assembly Building (VAB), un hangar da 130 000 000 piedi cubi (3 700 000 m³) in grado di ospitare quattro Saturn vs. Il VAB era la struttura più grande al mondo in volume quando fu completato nel 1965.
- Il Crawler-transporter un trasportatore cingolato in grado di trasportare 5.440 tonnellate, utilizzato per movimentare i lanciatori tra le varie piazzole e il VAB;
- una struttura di servizio mobile di 136 piedi (41 m), con tre piattaforme mobili di lancio, ciascuna contenente una torre ombelicale di lancio fissa;
- il Launch Control Center;
- una struttura per i media (Launch Complex 39 Press Site).

### Launch Complex 48

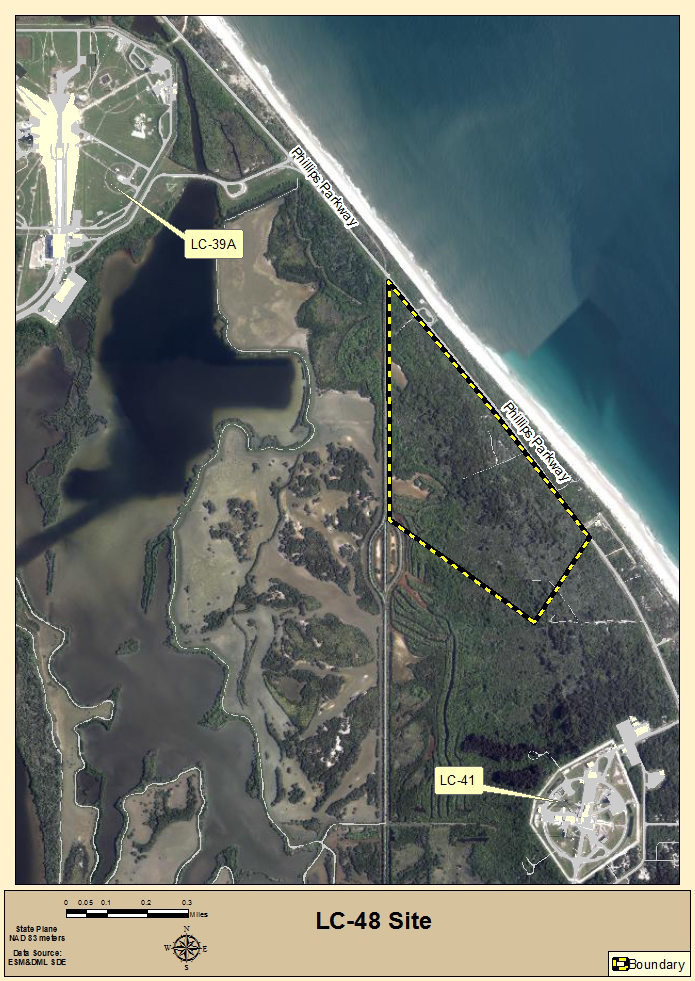
Posizione del PAD

Launch Complex 48 ( LC-48 ) è un sito di lancio multiutente in costruzione riservato ai piccoli lanciatori e ai veicoli spaziali. Il complesso sviluppato dalla NASA sarà situato a Sud del Launch Complex 39A e a Nord dello Space Launch Complex 41 della Cape Canaveral Air Force Station, gestito dalla United Launch Alliance per i razzi Atlas V
L'LC-48 sarà costruito per supportare più sistemi di lancio aventi differenti esigenze di propellente. Sebbene inizialmente fosse previsto solo un singolo pad, il complesso può essere ampliato a due in un secondo momento. Con un altro pad costruito, l'LC-48 potrebbe supportare fino ad un massimo di 104 lanci annuali, anche se si prevede che l'utilizzo effettivo sarà decisamente minore.

### Leasing Commerciale
Come parte della promozione della crescita dell'industria spaziale commerciale nell'area e nel centro generale come spazioporto multiutente, il KSC affitta alcune delle sue proprietà. Ecco alcuni esempi principali:
- Exploration Park a più utenti (partnership con Space Florida)
- Shuttle Landing Facility a Space Florida (che utilizza contratti con società private)
- Orbiter Processing Facility (OPF) -3 a Boeing (per CST-100 Starliner)
- Complesso di Lancio 39A alla SpaceX per il lancio dei Falcon 9 con le navette Crew Dragon e Cargo Dragon e il Falcon Heavy.
- O&C High Bay a Lockheed Martin (per l'elaborazione Orion)
- Atterrare per lo Space Coast Next Generation Solar Energy Center di FPL fino alla Florida Power and Light (FPL)
- Hypergolic Maintenance Facility (HMF) a United Paradyne Corporation (UPC)

### Complesso visitatori

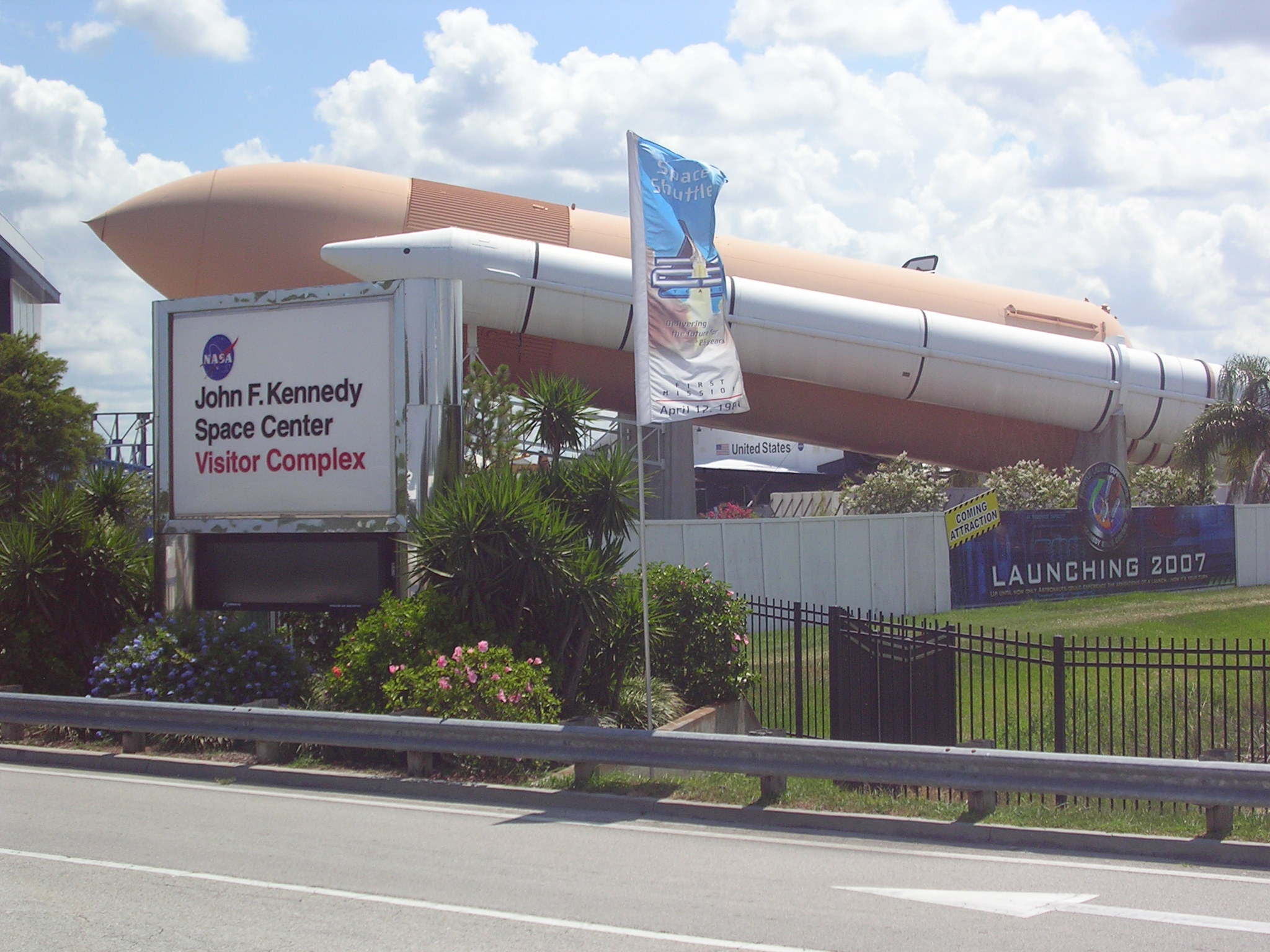
Riproduzione in scala del Serbatoio Esterno con i Solid Rocket Booster dello Space Shuttle

Il Kennedy Space Center Visitor Complex, gestito dal Delaware North dal 1995, ha una varietà di mostre, manufatti, display e attrazioni sulla storia e il futuro del volo spaziale umano e robotico. I tour in autobus del KSC provengono da qui. Il complesso comprende anche l'Apollo / Saturn V Center separato, situato a nord del VAB e l'Astronaut Hall of Fame degli Stati Uniti, situato sei miglia a ovest vicino a Titusville. C'erano 1,5 milioni di visitatori nel 2009. Aveva circa 700 dipendenti.
Il 29 maggio 2015 è stato annunciato che la mostra Astronaut Hall of Fame sarebbe stata spostata dalla sua posizione a un'altra posizione all'interno del Visitor Complex per fare spazio a un'imminente attrazione high-tech intitolata "Heroes and Legends". L'attrazione, progettata dallo studio di design Falcon's Treehouse di Orlando, è stata aperta l'11 novembre 2016.
Nel marzo 2016, il centro visitatori ha svelato la nuova posizione dell'iconico orologio per il conto alla rovescia all'ingresso del complesso; in precedenza, l'orologio si trovava con un pennone nel sito della stampa. L'orologio è stato originariamente costruito e installato nel 1969 ed elencato con l'asta della bandiera nel Registro nazionale dei luoghi storici nel gennaio 2000. Nel 2019, la NASA celebra il 50º anniversario del programma Apollo e il lancio dell'Apollo 10 il 18 maggio. Nell'estate del 2019, il Modulo Lunare 9 (LM-9) furono trasferiti alla Apollo / Saturn V Centro come parte di un'iniziativa per riconvertire il centro e celebrare il 50º anniversario del Programma Apollo.

### Luoghi storici
La NASA elenca i seguenti distretti storici al KSC; ogni distretto ha più strutture associate:
- Launch Complex 39: Pad A e Pad B Quartiere storico
- Centro storico della zona dello Shuttle Landing Facility (SLF)
- Orbiter Processing Historic District
- Complesso storico per lo smontaggio e la ristrutturazione di Solid Rocket Booster (SRB)
- Distretto storico del sistema ferroviario KSC della NASA
- Distretto storico dell'area industriale della stazione della forza spaziale di Cape Canaveral di proprietà della NASA

Ci sono 24 proprietà storiche al di fuori di questi quartieri storici, tra cui lo Space Shuttle Atlantis, il Vehicle Assembly Building, Crawlerway e Operations and Checkout Building. KSC ha un punto di riferimento storico nazionale, 78 siti elencati o idonei nel registro nazionale dei luoghi storici (NRHP) e 100 siti archeologici.

### Altre strutture
- La Rotation, Processing and Surge Facility ( RPSF ) era responsabile della preparazione di segmenti dei Solid Rocket Booster e del trasporto al Vehicle Assembly Building (VAB). L'RPSF è stato costruito nel 1984 per eseguire operazioni SRB che erano state precedentemente condotte nelle alte baie 2 e 4 del VAB all'inizio del programma Space Shuttle. È stato utilizzato fino al ritiro dello Space Shuttle e in futuro sarà utilizzato dallo Space Launch System (SLS) e dai razzi OmegA.

## Tempo Meteorologico

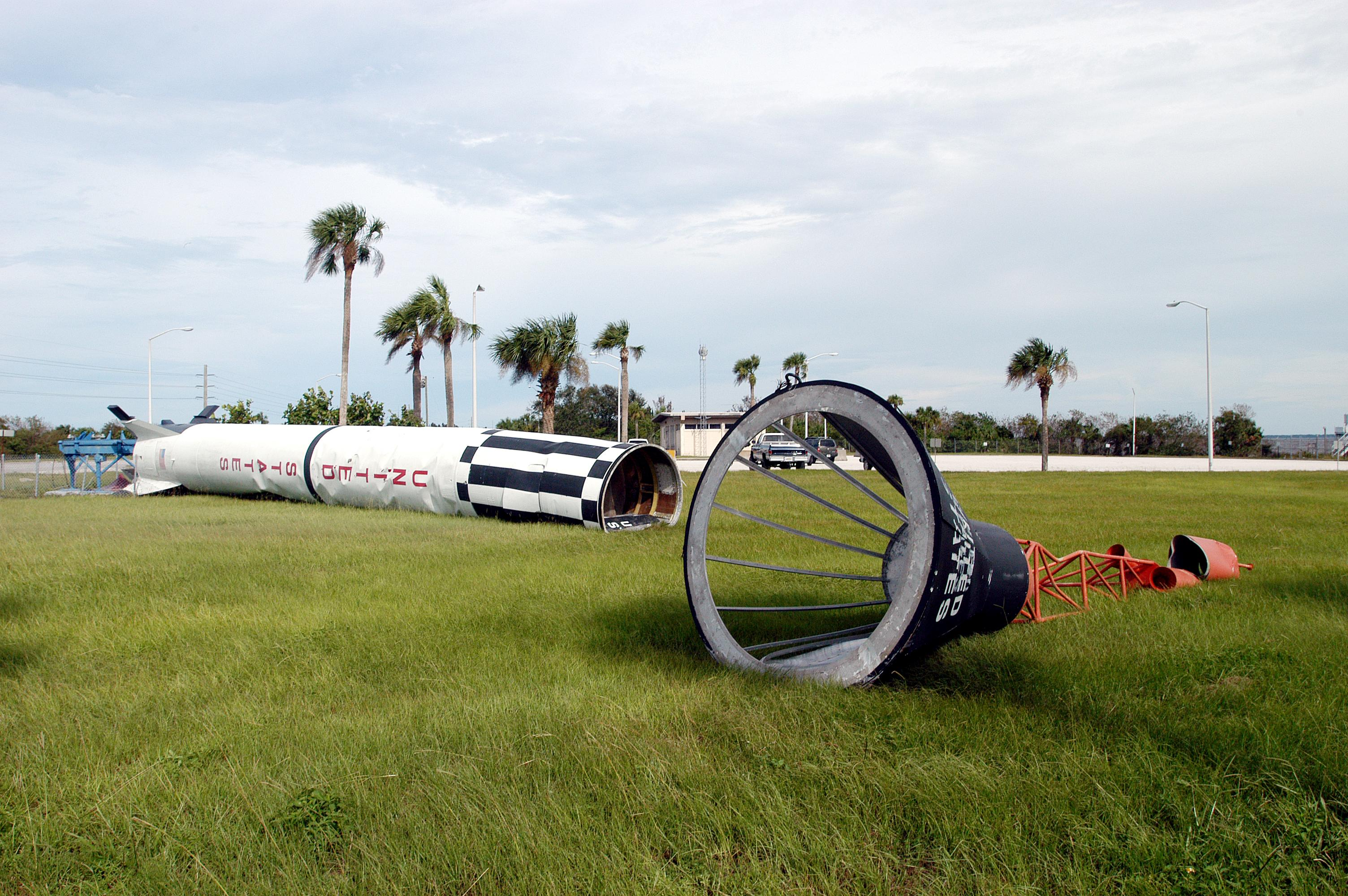
Un razzo Mercury-Redstone in mostra al Pass and Identification Building all'ingresso del Kennedy Space Center giace su un fianco dopo l'uragano Frances il 7 settembre 2004.

La forma della penisola della Florida e i contrasti di temperatura tra la terra e l'oceano offrono le condizioni ideali per le tempeste elettriche, facendo guadagnare alla Florida centrale la reputazione di "capitale fulminea degli Stati Uniti". Ciò rende necessari sistemi di rilevamento e protezione dai fulmini estesi per proteggere dipendenti, strutture e veicoli spaziali sulle piattaforme di lancio. Il 14 novembre 1969, l'Apollo 12 fu colpito da un fulmine subito dopo il decollo dal Pad 39A, ma il volo continuò in sicurezza. Il fulmine più potente registrato al KSC si verificò a LC-39B il 25 agosto 2006, mentre lo shuttle Atlantis era in preparazione per la missione STS-115. I dirigenti della NASA inizialmente erano preoccupati che il fulmine avesse causato danni al Atlantis, ma non ne è stato trovato nessuno.
Il 7 settembre 2004, l'uragano Frances colpì direttamente l'area con venti sostenuti di 70 miglia all'ora (110 km/h) e raffiche fino a 94 miglia all'ora (151 km/h), la tempesta più dannosa fino al 2021. Il Vehicle Assembly Building perse 1.000 pannelli esterni, ciascuno di dimensioni 3,2 per 9,8 piedi (0,98 m × 2,99 m), esponendo 3700 m² dell'edificio alle intemperie. Si verificarono danni ai lati sud ed est del VAB. L'impianto del sistema di protezione termica della navetta subì gravi danni. Il tetto fu parzialmente strappato e l'interno subì danni causati dall'acqua. Diversi razzi in mostra al centro furono rovesciati. Ulteriori danni al KSC furono causati dall'uragano Wilma nell'ottobre 2005.
La stima prudente della NASA è che il Centro spaziale sperimenterà da 5 a 8 pollici di innalzamento del livello del mare entro il 2050. Il Launch Complex 39A, il sito del lancio dell'Apollo 11, è il più vulnerabile alle inondazioni e presenta un rischio annuo di inondazioni del 14% a partire dal 2020.

## Direttori Kennedy Space Center
Dalla formazione del KSC, dieci funzionari della NASA hanno servito come direttori, compresi tre ex astronauti (Crippen, Bridges e Cabana)

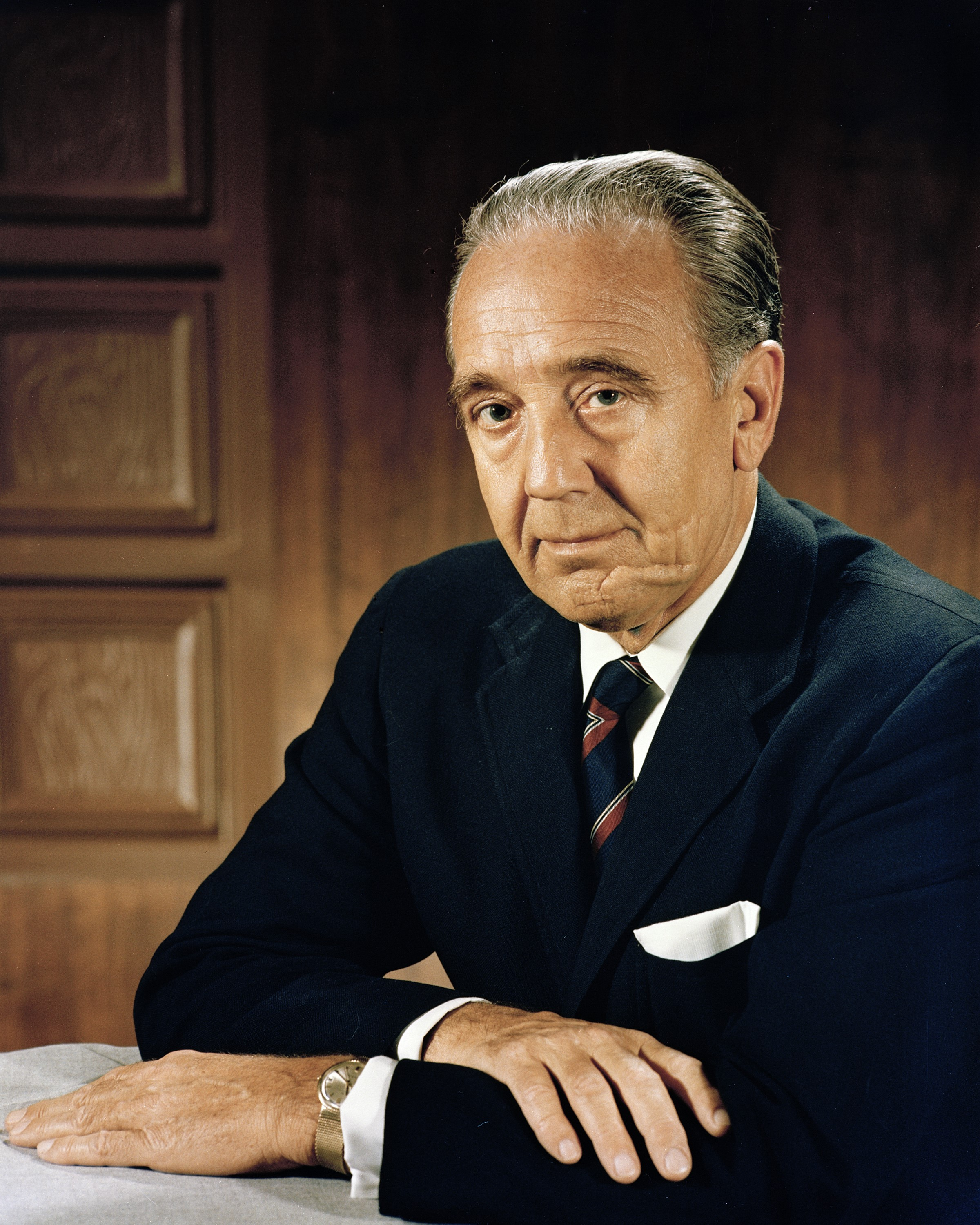
Kurt H. Debus primo presidente del Kennedy Space Center

| Nome                 | Inizio            | Fine             | Riferimento |
| -------------------- | ----------------- | ---------------- | ----------- |
| Dr. Kurt H. Debus    | Luglio 1962       | Novembre 1974    | [ 26 ]      |
| Lee R. Scherer       | 19 gennaio 1975   | 2 settembre 1979 | [ 27 ]      |
| Richard G. Smith     | 26 settembre 1979 | 2 agosto 1986    | [ 28 ]      |
| Forrest S. McCartney | 31 agosto 1987    | 31 dicembre 1991 | [ 29 ]      |
| Robert L. Crippen    | Gennaio 1992      | Gennaio 1995     | [ 30 ]      |
| Jay F. Honeycutt     | Gennaio 1995      | 2 marzo 1997     | [ 31 ]      |
| Roy D. Bridges, Jr.  | 2 marzo 1997      | 9 agosto 2003    |             |
| James W. Kennedy     | 9 agosto 2003     | Gennaio 2007     | [ 32 ]      |
| William W. Parsons   | Gennaio 2007      | Ottobre 2008     | [ 33 ]      |
| Robert D. Cabana     | Ottobre 2008      | presente         |             |

## Forza lavoro
Quando il KSC si separò dal Marshall Space Flight Center nel luglio 1962, impiegò 375 dipendenti.
Nel maggio 1965, il KSC aveva 7.000 dipendenti e appaltatori trasferiti dallo spazio in affitto a Cocoa Beach alle nuove strutture di Merritt Island. Il numero massimo di persone che lavorano nel centro è stato di 26.000 nel 1968 (3.000 erano dipendenti pubblici). Nel 1970, il presidente Nixon annunciò l'intenzione di ridurre i costi delle operazioni spaziali, e si verificarono importanti tagli al KSC. Nel 1974, la forza lavoro di KSC era scesa a 10.000 dipendenti (2.408 dipendenti pubblici).
Un totale di 13.100 persone hanno lavorato presso il centro nel 2011. Circa 2.100 sono dipendenti del governo federale; il resto sono appaltatori. Lo stipendio medio annuo per un lavoratore in loco nel 2008 era di 77235 $.
La fine del programma Space Shuttle nel 2011, preceduta dalla cancellazione del programma Constellation nel 2010, ha prodotto un significativo ridimensionamento della forza lavoro del KSC simile a quello sperimentato alla fine del programma Apollo nel 1972. Come parte di questo ridimensionamento, 6.000 appaltatori persero il lavoro presso il centro tra il 2010 e il 2011

## Nella cultura popolare
Oltre ad essere spesso presente nei documentari, il Kennedy Space Center è stato ritratto molte volte in opere di fiction, quali romanzi, film, serie televisive, miniserie televisive, film per la televisione, video musicali, fumetti, ecc. Alcuni film in studio hanno persino avuto accesso e hanno filmato scene all'interno dei cancelli del centro spaziale. Se sono necessari degli extra in quelle scene, vengono reclutati i dipendenti del centro spaziale (i dipendenti usano il tempo personale durante le riprese).

### Cinema
- Moonraker - Operazione spazio (Moonraker), regia di Lewis Gilbert (1979)
- Apollo 13, regia di Ron Howard (1995)
- Armageddon - Giudizio finale (Armageddon), regia di Michael Bay (1998)
- Space Camp - Gravità zero (SpaceCamp), regia di Harry Winer (1986)
- Space Cowboys, regia di Clint Eastwood (2000)
- Una luce dal passato  (Swades, Hindi: स्वदेश), regia di Ashutosh Gowariker (2004)
- Contatto finale (Final Approach), regia di Armand Mastroianni (2007)
- Transformers 3 ((Transformers: Dark of the Moon), regia di Michael Bay (2011)
- Tomorrowland - Il mondo di domani (Tomorrowland), regia di Brad Bird (2015)
- Geostorm, regia di Dean Devlin (2017)
- First Man - Il primo uomo (First Man), regia di Damien Chazelle (2018)

### Televisione
- Lost in Space - serie TV, episodi 1x00-1x01 (1965)
- Strega per amore - serie TV (1965-1970)
- Sharknado 3 (Sharknado 3: Oh Hell No!), regia di Anthony Ferrante - film TV (2015)
- The Astronaut Wives Club - serie TV (2015)
- For All Mankind - serie TV (2019-2023)

### Musica
- Il gruppo britannico-irlandese One Direction fa ripreso video musicale del loro singolo Drag Me Down al Kennedy Space Center.

### Fumetti
- Stone Ocean  (ストーンオーシャン?, Sutōn Ōshan), sesta parte del manga Le bizzarre avventure di JoJo di Hirohiko Araki, pubblicata su Weekly Shōnen Jump dal 2000 al 2003